# Claus Helmut Drese
Claus Helmut Drese (* 25. Dezember 1922 in Aachen; † 10. Februar 2011 in Horgen, Schweiz) war ein deutscher Opern- und Theaterintendant, Regisseur und Autor.

## Leben
Claus Helmut Drese wuchs in Aachen auf und studierte in Köln, Bonn und Marburg/Lahn von 1941 bis 1946 Germanistik, Philosophie und Geschichte. Er promovierte über den Begriff des Tragischen in der neuen deutschen Dramatik. 1950 heiratete er die Fotografin Helga Lautz.
1946 begann er am Marburger Schauspiel seine Theaterlaufbahn als Dramaturg, wechselte an das Osnabrücker Theater am Domhof und 1952 an das Nationaltheater Mannheim. Dort gab er zur Eröffnung des Neuen Nationaltheaters 1957 die Festschrift heraus, an der sich über 100 internationale Theaterautoren beteiligten. Von 1959 bis 1963 war Drese Intendant am Stadttheater Heidelberg.
Als Intendant am Hessischen Staatstheater Wiesbaden (1962–1968) führte er die Internationalen Maifestspiele durch Einladungen osteuropäischer Inszenierungen zu neuer Bedeutung. In Wiesbaden profilierte er sich auch als Opernregisseur mit Inszenierungen von Die Frau ohne Schatten, Der Rosenkavalier und Tristan und Isolde.
Von 1968 bis 1975 war er Generalintendant der Bühnen der Stadt Köln. Hier brachte er in der Oper unter anderem eine Aufsehen erregende Reihe Mozart-Inszenierungen mit dem Dirigenten István Kertész und dem Regisseur Jean-Pierre Ponnelle sowie Auftritte von Größen wie Margaret Price oder Lucia Popp heraus. Im Schauspiel erlangte in dieser Zeit die Wallenstein-Trilogie in der Regie von Hansgünther Heyme besondere internationale Beachtung.
Drese war von 1975 bis 1986 Direktor am Opernhaus Zürich. Herausragende Neuproduktionen waren die Inszenierungen aller bekannten Bühnenwerke von Claudio Monteverdi, deren musikalische Leitung im Sinne der historischen Aufführungspraxis Nikolaus Harnoncourt hatte und bei der Jean-Pierre Ponnelle Regie führte. Ein Zyklus mit Werken Claudio Monteverdis wurde bei den Wiener Festwochen, dem Edinburgh Festival, den Berliner Festwochen und in der Mailänder Scala gezeigt und verfilmt.
In diese Zeit fielen auch seine Bemühungen um eine Renovation und Erweiterung des alten Zürcher Stadttheaters, die 1982 durch eine positive Volksabstimmung belohnt wurden.
Von 1986 bis 1991 war Drese Direktor der Wiener Staatsoper. 1984 war er für diese Funktion vom damaligen Unterrichtsminister Helmut Zilk engagiert worden. Er verpflichtete Claudio Abbado als musikalischen Leiter und reformierte den Spielplan der Wiener Staatsoper im Sinne eines gemäßigten Stagionesystems. Herausragende Produktionen waren hier Chowanschtschina von Modest Mussorgski, Fierrabras von  Franz Schubert, Der ferne Klang von Franz Schreker sowie Il viaggio a Reims von Gioacchino Rossini, die in der Presse ebenso umfangreich besprochen wurden wie ein Zyklus der acht bekanntesten Opern von Mozart. Drese brachte auch erstmals Nikolaus Harnoncourt ans Dirigentenpult der Wiener Staatsoper, der im Februar 1987 eine von Kritik wie Publikum als sensationell eingestufte, zugleich teilweise umstrittene Produktion von Mozarts Idomeneo leitete. Während Dreses Direktionszeit kamen prägende Regisseure des Musiktheaters an die Staatsoper, darunter Harry Kupfer, Johannes Schaaf, Luca Ronconi, Karl-Ernst Herrmann oder Jürgen Flimm. Zugleich wurden wesentliche Dirigenten erstmals an die Staatsoper verpflichtet, darunter Seiji Ozawa, Colin Davis und Sylvain Cambreling. Dreses von Teilen der Wiener Presse heftig angefeindete Tätigkeit in Wien wurde 1991 durch den politischen Zusammenschluss von Volks- und Staatsoper unter Intendant Eberhard Waechter beendet. Als seine Nachfolger wurden von Hilde Hawlicek, der seinerzeitigen SPÖ-Unterrichtsministerin, Eberhard Waechter und Ioan Holender bestimmt, die zunächst viele Neuerungen Dreses rückgängig machten. Nach Waechters Tod wurden diese jedoch wieder eingeführt. So kam es schließlich zu jener finanziellen und verwaltungstechnischen Selbständigkeit der Staatsoper, die bereits Drese während seiner Amtszeit vorgeschlagen hatte. Drese beschrieb die Wiener Kabalen in seinem Buch "Im Palast der Gefühle".
Anlässlich seines Abschieds aus Wien wurde Drese zum Ehrenmitglied der Wiener Staatsoper ernannt. Als solches nahm er im November 2005 an der Feier zum fünfzigsten Jubiläum der Wiedereröffnung des Hauses am Ring teil.
Drese übernahm von 1991 bis 1996 in Athen die künstlerische Planung des neuen Musikzentrums Megaro Mousikis und mehrere Inszenierungen.
Claus Helmut Drese hatte zwei Söhne und lebte mit seiner Frau bis zu seinem Tod in der Schweiz. Er war dort zuletzt vor allem als Autor tätig. Sein Nachlass als Intendant, Dramaturg, Regisseur und Autor befindet sich im Archiv der Akademie der Künste in Berlin.

## Werke
- Theater, Theater … Vorträge, Aufsätze, Kommentare eines Intendanten. Atlantis-Musikbuch-Verlag, Zürich 1984, ISBN 3-254-00109-5.
- Im Palast der Gefühle. Erfahrungen und Enthüllungen eines Wiener Operndirektors. Piper, München 1993, ISBN 3-492-03695-3.
- … aus Vorsatz und durch Zufall … Theater- und Operngeschichte(n) aus 50 Jahren. Dittrich, Köln 1999, ISBN 3-920862-24-4.
- Nachklänge. Fünf Künstlerschicksale. Erzählungen. Dittrich, Köln 2002, ISBN 3-920862-44-9.
- Erlesene Jahre. Begegnungen – Erfahrungen – Inszenierungen 2007–1932. Dittrich, Berlin 2008, ISBN 978-3-937717-97-5.
- Monsieur Simon Simon. Ein europäisches Leben 1894-1994. Erzählt von Claus Helmut Drese. Dittrich, Berlin 2011, ISBN 978-3-937717-63-0.